# Verzetsmonument Wijk bij Duurstede
Het Verzetsmonument in Wijk bij Duurstede is een monument ter nagedachtenis aan de Tweede Wereldoorlog.

## Beschrijving

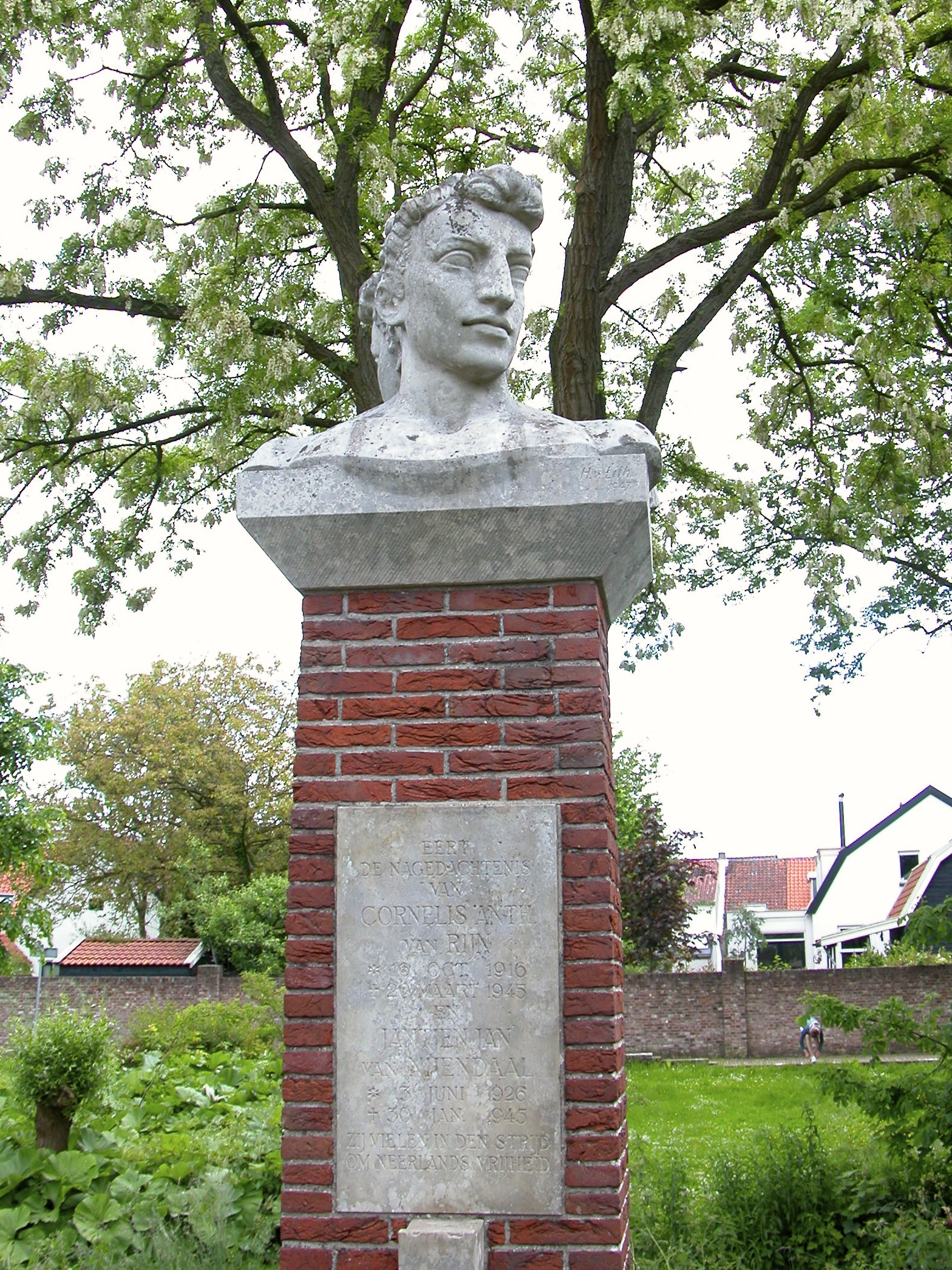

De Amsterdamse beeldhouwer Hubert van Lith maakte een natuurstenen beeld van twee mannenhoofden die elk een andere kant opkijken. Zij symboliseren "de periode van droefheid en lijden, anderzijds de krachtige wil om de ellende te boven te komen." Het gedenkteken werd opgericht ter nagedachtenis van de omgekomen verzetsmannen Jantje Jan van Nijendaal (1926-1945) en Cornelis Anthonius van Rijn (1916-1945).
Het beeld staat op een eenvoudige, bakstenen sokkel, waarop een plaquette is aangebracht met een tekst van Jan H. de Groot:

LAAT HEN. NIEMAND HEEFT MEERDER LIEF DAN HIJ,
DIE 'T EIGEN LEVEN STELT VOOR ZIJN VRINDEN.
ZIJ GAVEN HUN JONG HART VOOR U VOOR MIJ
OPDAT WIJ VREDE EN VRIJHEID ZOUDEN VINDEN

Het monument werd in september 1947 onthuld door A.J.J. van Bemmel.